# North Cove (Adelaide-Insel)
Die North Cove (englisch für Nordbucht) ist eine kleine Bucht auf der Ostseite der Adelaide-Insel westlich der Antarktischen Halbinsel. Sie liegt auf der Nordseite des Rothera Point in direkter Nachbarschaft zur britischen Rothera-Station.
Das UK Antarctic Place-Names Committee benannte sie 1979.